# Ralston (Oklahoma)
Ralston és un poble dels Estats Units a l'estat d'Oklahoma. Segons el cens del 2000 tenia 355 habitants.

## Demografia
Segons el cens del 2000, Ralston tenia 355 habitants, 141 habitatges, i 97 famílies. La densitat de població era de 298 habitants per km².
Dels 141 habitatges en un 28,4% hi vivien nens de menys de 18 anys, en un 56% hi vivien parelles casades, en un 10,6% dones solteres, i en un 30,5% no eren unitats familiars. En el 28,4% dels habitatges hi vivien persones soles el 20,6% de les quals corresponia a persones de 65 anys o més que vivien soles. El nombre mitjà de persones vivint en cada habitatge era de 2,52 i el nombre mitjà de persones que vivien en cada família era de 3,1.
Per edats la població es repartia de la següent manera: un 27,3% tenia menys de 18 anys, un 5,4% entre 18 i 24, un 24,5% entre 25 i 44, un 21,4% de 45 a 60 i un 21,4% 65 anys o més.
L'edat mediana era de 39 anys. Per cada 100 dones de 18 o més anys hi havia 84,3 homes.
La renda mediana per habitatge era de 22.614 $ i la renda mediana per família de 23.864 $. Els homes tenien una renda mediana de 22.500 $ mentre que les dones 23.750 $. La renda per capita de la població era de 16.492 $. Entorn de l'11,9% de les famílies i el 14,4% de la població estaven per davall del llindar de pobresa.

## Poblacions més properes
El següent diagrama mostra les poblacions més properes.